# Condado de Washington (Oregón)
El condado de Washington (en inglés: Washington County) fundado en 1849 es uno de los 36 condados en el estado estadounidense de Oregón. En 2000 el condado tenía una población de 445.342 habitantes en una densidad poblacional de 238 personas por km². La sede del condado es Hillsboro.

## Geografía
Según la Oficina del Censo, el condado tiene un área total de 1881,4 km² (726,4 mi²), de la cual 1875,7 km² (724,2 mi²) es tierra y 5,7 km² (2,2 mi²) (0.3%) es agua.

### Condados adyacentes
- Condado de Gilliam (norte)
- Condado de Morrow (noreste)
- Condado de Grant (este)
- Condado de Crook (sur)
- Condado de Jefferson (noroeste)
- Condado de Wasco (noroeste)

## Demografía
Según el censo de 2000, habían 445.342 personas, 169,162 hogares y 114,015 familias residiendo en la localidad. La densidad de población era de 238 hab./km². Había 178,913 viviendas con una densidad media de 95 viviendas/km². El 82.19% de los habitantes eran blancos, el 1.15% afroamericanos, el 0.65% amerindios, el 6.68% asiáticos, el 0.30% isleños del Pacífico, el 5.86% de otras razas y el 3.17% pertenecía a dos o más razas. El 11.17% de la población eran hispanos o latinos de cualquier raza.
Los ingresos medios por hogar en la localidad eran de $52,122, y los ingresos medios por familia eran $61,499. Los hombres tenían unos ingresos medios de $43,304 frente a los $31,074 para las mujeres. La renta per cápita para el condado era de $24,969. Alrededor del 7.40% de la población estaban por debajo del umbral de pobreza.

## Localidades

### Ciudades
| Ciudad       | Población (2010) | Incorporada | Notas                                                            |
| ------------ | ---------------- | ----------- | ---------------------------------------------------------------- |
| Banks        | 1777             | 1921        |                                                                  |
| Beaverton    | 89 803           | 1893        |                                                                  |
| Cornelius    | 11 869           | 1893        |                                                                  |
| Durham       | 1351             | 1966        |                                                                  |
| Forest Grove | 21 083           | 1872        |                                                                  |
| Gaston       | 637              | 1914        | El 0,3% en el condado de Yamhill.                                |
| Hillsboro    | 91 611           | 1876        | Sede de condado                                                  |
| King City    | 3111             | 1966        |                                                                  |
| Lake Oswego  | 36 619           | 1910        | Pequeña parte, el 99,98% en el condado de Clackamas y Multnomah. |
| North Plains | 1947             | 1963        |                                                                  |
| Portland     | 583 776          | 1851        | Pequeña parte, el 99,7% en el condado de Multnomah y Clackamas.  |
| Rivergrove   | 289              | 1971        | Pequeña parte, el 88,9% en el condado de Clackamas.              |
| Sherwood     | 18 194           | 1893        |                                                                  |
| Tigard       | 48 035           | 1961        |                                                                  |
| Tualatin     | 26 054           | 1913        | El 11,0% en el condado de Clackamas.                             |
| Wilsonville  | 19 509           | 1969        | Pequeña parte, el 89,0% en el condado de Clackamas.              |

### Lugares designados por el censo
- Aloha
- Bethany
- Bull Mountain
- Cedar Hills
- Cedar Mill
- Garden Home-Whitford
- Metzger
- Oak Hills
- Raleigh Hills
- Rockcreek
- West Haven-Sylvan
- West Slope

### Áreas no incorporadas
| - Bacona - Balm Grove - Blooming - Bonita - Bonny Slope - Bradley Corner - Buckheaven - Buxton - Carnation | - Chehalem - Cherry Grove - Dilley - Elmonica - Farmington - Gales Creek - Glencoe - Glenwood - Hayward | - Hazeldale - Helvetia - Hillside - Huber - Kansas City - Kinton - Laurel - Laurelwood - Manning | - Marlene Village - Middleton - Midway - Mountaindale - Mulloy - Norwood - Orenco - Patton - Progress | - Reedville - Roy - Scholls - Six Corners - Somerset West - Tanasbourne - Timber - Tobias - Verboort | - Watts - West Union - Whitford - Wilkesboro - Witch Hazel |

## Transporte
- Interestatal 5
- Interestatal 205
- U.S. Route 26
- Ruta de Oregón 6
- Ruta de Oregón 8
- Ruta de Oregón 10
- Ruta de Oregón 47
- Ruta de Oregón 99W
- Ruta de Oregón 210
- Ruta de Oregón 217
- Ruta de Oregón 219